# 中国共产党四川省委员会
中国共产党四川省委员会，简称中共四川省委，是中国共产党在四川省的领导机关。
中共四川省委由中国共产党四川省代表大会选举产生，并在代表大会闭会期间，执行中国共产党中央委员会的指示和中国共产党四川省代表大会的决议，领导四川省的工作，定期向中国共产党中央委员会报告工作。目前，王晓晖担任该委员会书记，施小琳、于立军担任该委员会副书记。

## 沿革
1948年，中共中央决定，设立中国共产党四川省委员会。
1980年，四川省委取消省委第一书记、第二书记、第三书记、书记设置，改称省委书记、副书记、常委。

## 历届组成人员

### 历届省委书记

#### 中共四川省委第一书记
- 李井泉（1952年09月01日—1965年02月）
- 廖志高（1965年02月—1967年01月）
- 张国华（1969年12月—1972年02月）
- 刘兴元（1972年03月—1975年10月）
- 赵紫阳（1975年010月—1980年03月）

#### 历届省委书记
- 谭启龙（1980年03月—1983年02月）
- 杨汝岱（1983年02月5日—1993年04月07日）
- 谢世杰（1993年04月07日—2000年01月06日）
- 周永康（2000年01月06日—2002年12月05日）
- 张学忠（2002年12月05日—2006年12月03日）
- 杜青林（2006年12月03日—2007年12月01日）
- 刘奇葆（2007年12月01日—2012年11月20日）

### 历届省委

#### 第十届省委（2012年5月—2017年5月）
- 书记：刘奇葆（—2012年11月）、王东明（2012年11月—）
- 副书记：蒋巨峰（—2013年3月）、李春城（—2012年12月）、魏宏（2012年11月—2016年1月，因严重违纪被降级）、尹力（2015年3月—）、刘国中（2016年2月—2017年1月）、邓小刚（2017年3月—）
- 常务委员：刘奇葆（—2012年11月）、蒋巨峰（—2013年3月）、李春城（—2012年12月）、李登菊（女，—2016年5月）、柯尊平（—2015年3月）、王怀臣（—2015年5月）、钟勉（—2015年4月）、黄新初、陈光志（—2015年4月）、李昌平（藏族，—2016年4月）、刘玉顺（—2015年4月）、吴靖平（—2017年3月）、叶万勇（2012年7月—2013年11月）、王东明（2012年11月—）、魏宏（2012年11月—2016年1月）、范锐平（2013年5月—）、李亚洲（2013年11月—2015年3月）、尹力（2015年3月—）、王宁（2015年4月—）、侍俊（2015年4月—2016年12月）、崔保华（2015年4月—）、王雁飞（2015年5月—）、刘国中（2016年2月—2017年1月）、曲木史哈（彝族，2016年5月—）、甘霖（2016年5月—）、邓勇（2017年3月—）、邓小刚（2017年3月—）、黄建发（2017年4月—）

#### 第十一届省委（2017年5月—2022年5月）
- 书记：王东明（—2018年3月）、彭清华（2018年3月—2022年4月）、王晓晖（2022年4月—）
- 副书记：尹力（—2020年12月）、邓小刚（—2021年10月）、黄强（2020年12月—）
- 常务委员：王东明（—2018年3月）、尹力（—2020年12月）、邓小刚（—2021年10月）、王雁飞（—2021年11月）、范锐平（—2021年8月）、王宁（—2020年3月）、曲木史哈（彝族，—2021年2月）、甘霖（—2022年5月）、邓勇、黄建发（—2018年7月）、王铭晖（—2020年3月）、李静（女，—2017年12月）、田向利（女，2017年12月—2021年12月）、姜永申（2018年1月—2020年4月）、彭清华（2018年3月—2022年4月）、王正谱（2018年8月—2021年1月）、罗文（2020年3月—）、王一宏（2020年3月—2021年9月）、曲新勇（2020年5月—2021年8月）、黄强（2020年12月—）、于立军（2021年2月—）、李云泽（2021年5月—）、施小琳（女，2021年8月—）、田晓蔚（2021年8月—）、罗增斌（2021年9月—2022年1月）、廖建宇（2021年11月—）、曹立军（2022年3月—）、赵俊民（2022年3月—）、王晓晖（2022年4月—）

#### 第十二届省委（2022年5月至今）
- 书记：王晓晖
- 副书记：黄强、罗文（—2022年6月）、施小琳（女，2023年7月—）、于立军（2024年9月—）
- 常务委员：王晓晖、黄强、罗文（—2022年6月）、廖建宇、施小琳（女）、于立军、李云泽（—2023年5月）、田晓蔚、曹立军、陈炜、赵俊民（—2024年12月）、靳磊、郑莉（女）、董卫民（2023年8月—）、普布顿珠（藏族，2023年10月 — ）、田庆盈（2025年4月—）

### 历任省长
- 肖秧（1993年2月—1996年2月）
- 宋宝瑞（1996年2月—1999年6月）
- 张中伟（1999年6月—2007年1月）
- 蒋巨峰（2007年1月—2013年1月）
- 魏宏（2013年1月—2016年1月）
- 尹力（2016年1月—2020年12月）
- 黄强（2020年12月—2024年6月）
- 施小琳（2024年7月—）

### 历任政法委书记
- 王景荣（1998年1月 — 2002年）
- 欧泽高（2002年11月 — 2007年）
- 王怀臣（2007年5月—2011年11月）
- 刘玉顺（2011年11月 — 2015年4月）
- 侍俊（2015年5月 — 2016年12月）
- 邓勇（2017年4月 — 2022年7月）
- 靳磊（2022年7月 — 2025年1月）
- 于立军（2025年1月 — ）

## 职责
根据《中国共产党地方委员会工作条例》，中国共产党地方委员会主要实行政治、思想和组织领导，承担下列职能：
1. 对本地区重大问题作出决策。
2. 通过法定程序使党组织的主张成为地方性法规、地方政府规章或者其他政令。
3. 加强对本地区宣传思想文化工作的领导，牢牢掌握意识形态工作领导权、话语权。
4. 按照干部管理权限任免和管理干部，向地方国家机关、政协组织、人民团体、国有企事业单位等推荐重要干部。
5. 支持和保证人大、政府、政协、法院、检察院、人民团体等依法依章程独立负责、协调一致地开展工作，发挥这些组织中党组的领导核心作用。
6. 加强对本地区群团工作和统一战线工作的领导。
7. 动员、组织所属党组织和广大党员，团结带领群众实现党的目标任务。

## 机构设置
根据《四川省机构改革方案》，中国共产党四川省委员会设置工作机关14个，工作机关管理的机关（副厅级）2个。中共四川省委设置下列机构：
- 中共四川省委办公厅

### 职能部门
- 中共四川省委组织部
- 中共四川省委宣传部
- 中共四川省委统一战线工作部
- 中共四川省委政法委员会
- 中共四川省委社会工作部

（办公厅挂省档案局牌子；组织部挂非公有制经济组织和社会组织工作委员会、省公务员局牌子；宣传部挂省精神文明办公室、对外宣传办公室（省政府新闻办公室）、省新闻出版局（省版权局）、省电影局牌子；统一战线工作部挂省侨务办公室牌子。）

### 办事机构
- 中共四川省委政策研究室
- 中共四川省委网络安全和信息化委员会办公室
- 中共四川省委外事工作委员会办公室
- 中共四川省委机构编制委员会办公室
- 中共四川省委军民融合发展委员会办公室
- 中共四川省委台湾工作办公室
- 中共四川省委巡视工作办公室
- 中共四川省委老干部局

（全面深化改革委员会办公室设在政策研究室；全面依法治省委员会办公室设在省司法厅；国家安全委员会办公室设在办公厅；财经委员会办公室设在省发展和改革委员会；审计委员会办公室设在省审计厅；教育工作领导小组秘书组设在省教育厅；农村工作领导小组办公室设在省农业农村厅。网络安全和信息化委员会办公室挂省互联网信息办公室牌子；军民融合发展委员会办公室挂省国防科学技术工业办公室牌子；台湾工作办公室挂省台湾事务办公室牌子。教育工作委员会与省教育厅合署办公，不计入机构限额。）

### 派出机关
- 中共四川省委直属机关工作委员会

### 直属事业单位
- 中共四川省委党校
- 《四川日报》社
- 四川省社会主义学院
- 中共四川省委党史研究室
- 四川省档案馆

（省委党校挂四川行政学院牌子；四川省社会主义学院挂四川省中华文化学院牌子。）

### 工作机关管理的机关
- 中共四川省委保密委员会办公室，由办公厅管理。
- 中共四川省委机要局，由办公厅管理。

（保密委员会办公室挂省国家保密局牌子；机要局挂省密码管理局牌子。）